# Пурк (село)
Пурк (тадж. Пурк) — село в Раштском районе Таджикистана. Входит в состав сельской общины (джамоата) Хоит. Расстояние от села до центра района (пгт Гарм) — 72 км, до центра джамоата (село Хоит) — 5 км. Население — 59 человек (2017 г.), таджики. Население в основном занято сельским хозяйством.